# Acraea acara
The Acara Acraea (Acraea acara) là một loài bướm ngày thuộc họ Nymphalidae. Nó được tìm thấy ở Nam Phi, Mozambique, Zimbabwe, Zambia, miền nam Zaire (Shaba), Malawi, Tanzania, và miền đông Kenya.
Sải cánh dài 55–66 mm đối với con đực và 60–72 mm đối với con cái. Con trưởng thành bay quanh năm in warmer areas, nhiều nhất vào từ tháng 11 đến tháng 3. Có nhiều lứa trong năm.
Ấu trùng ăn Passiflora edulis Passiflora incarnata và Adenia glauca.

## Phụ loài
- Acraea acara acara
- Acraea acara melanophanes Le Cerf, 1927 (bao gồm South Africa)